# St. Nikolaus (Bächingen an der Brenz)

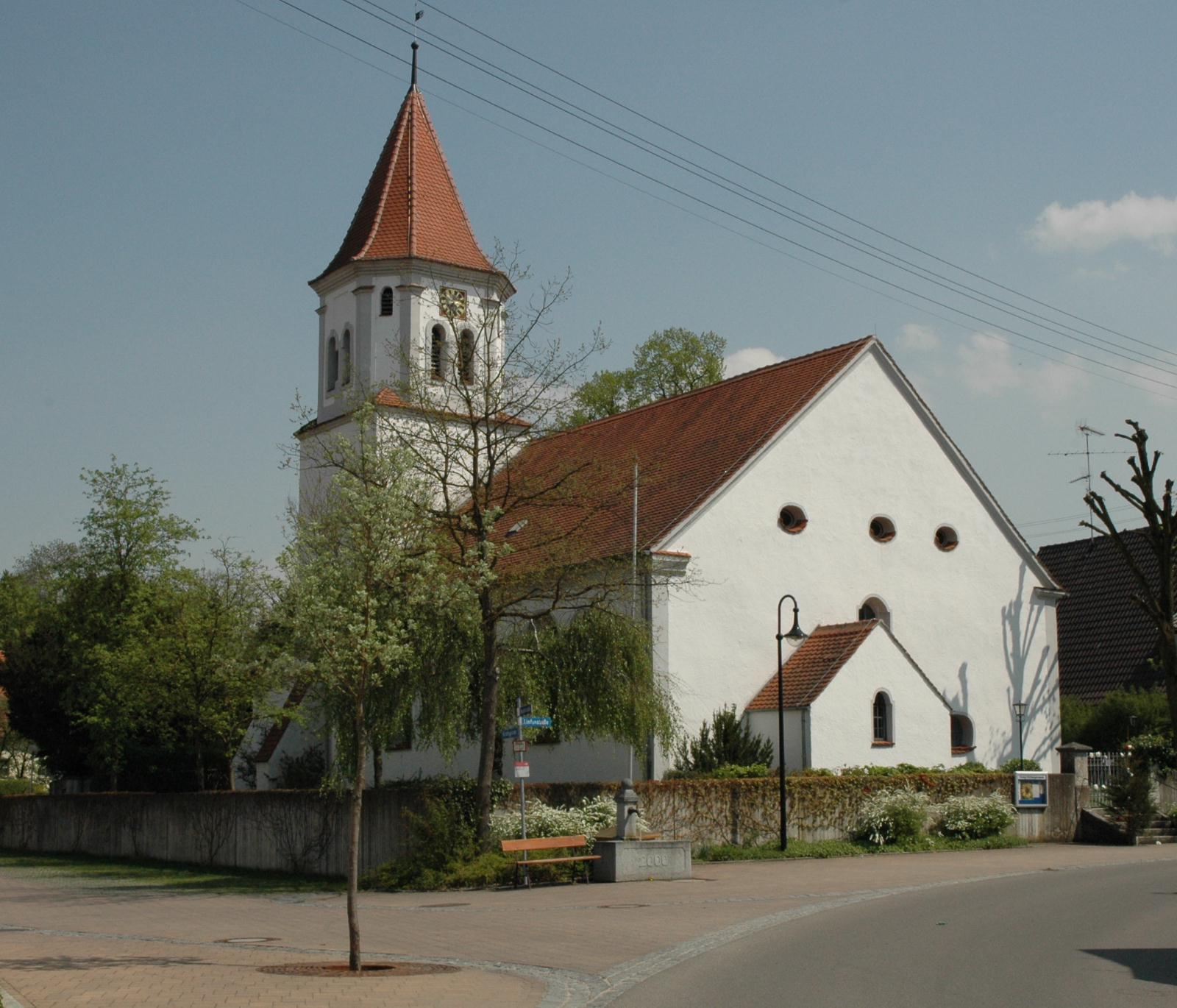
Kirche St. Nikolaus in Bächingen

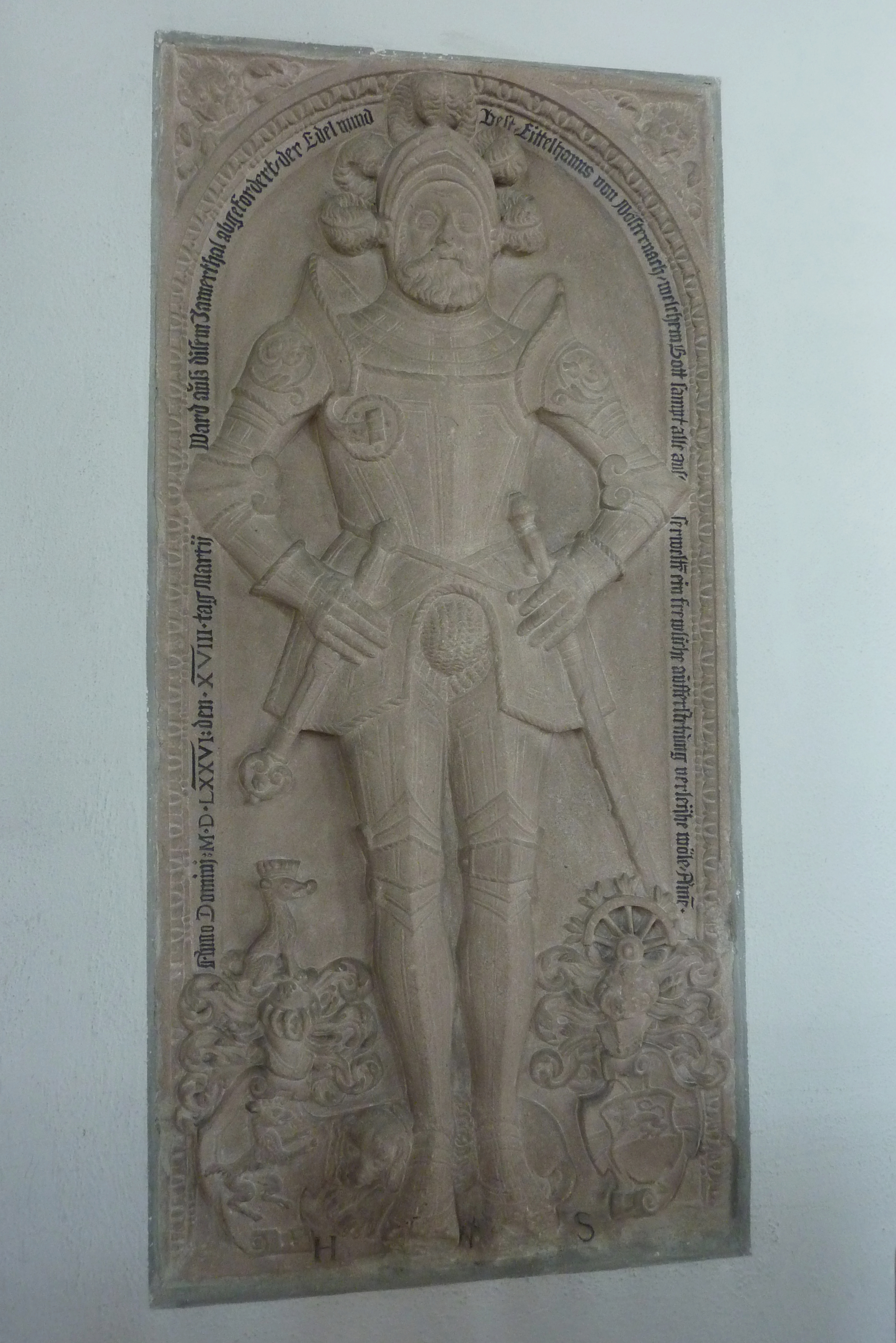
Epitaph für Eitelhans von Westernach

Die heute evangelisch-lutherische Pfarrkirche St. Nikolaus in Bächingen an der Brenz, einer Gemeinde im Landkreis Dillingen an der Donau im bayerischen Regierungsbezirk Schwaben, wurde ursprünglich im 15. Jahrhundert errichtet. Die Kirche ist ein geschütztes Baudenkmal.

## Geschichte
Die Reformation wurde in Bächingen vermutlich um 1576 eingeführt und der Ort ist bis heute evangelisch geblieben. 1752 wurde ein Kirchenneubau errichtet, der Teile der Vorgängerkirche aus dem 15. Jahrhundert, wie die südliche Langhauswand und die Süd- und Westwand des Turmes, wiederverwendete.

## Architektur
Der flachgedeckte Kirchenraum besitzt einen chorartigen, unregelmäßig geschlossenen Emporenraum im Osten. An der Nordseite steht der oktogonale Turm, der von einem Zeltdach bekrönt wird.
In der Kirche befindet sich das Epitaph des Eitelhans von Westernach († 1576) mit Ganzfigur in Rüstung und mit Wappen und das Epitaph der Margaretha von Westernach († 1553).
Das barocke Taufbecken wurde 1709 geschaffen, die Kanzel stammt ebenfalls aus dem 18. Jahrhundert.